# Козловец (Свиштов)
Козловец (буг. Козловец) село је у северној Бугарској, општина Свиштов, Великотрновска област.

## Географија
Насеље лежи 80 км север од Великог Трнова на северу Бугарске. Удаљено је 240 км источно од Софије. Рељеф у земљи села је равна. За земљу села су типичне камене креде врсте доње креде и болесних отвора - песковита леза, глина леза.

## Историја
Прве информације о оснивању Пољски Сеновец као бугарског насеља датирају из 15. века. Име села налази се у архивским документима као што су Осаиоветз, Сеиновац.

## Административна подела
- Горна махала
- Долна махала

### Локација
- У селу има више од 100 места.Неки од њих су:Еховобърдо, Елията, Сливовско, Лозенкатрапа, Абушевтрап, Башчалъка, Чалтията, Акчарскоа.

## Становништво
| 1893. | 1934. | 1956. | 1965. | 1975. | 1985. | 1992. | 2001. | 2011. |
| ----- | ----- | ----- | ----- | ----- | ----- | ----- | ----- | ----- |
| 2.016 | 3.863 | 3.969 | 3.528 | 3.065 | 2.492 | 1.690 | 1.777 | 1.120 |

Претежна вероисповест месног становништва је православље.

## Галерија слика
- школа
- црква
- здравствени центар
- домаћа заједница